# Ostatnia Partia
Ostatnia Partia (łot. Pēdējā partija, PP) – łotewskie ugrupowanie polityczne powstałe w 2010.

## Historia
Idea powołania do życia nowej partii zrodziła się w gronie osób zniechęconych dotychczasowym życiem publicznym na Łotwie, którzy postanowili je zademonstrować w formie happeningu powołując do życia nowe ugrupowanie. Partia powstała 6 lipca 2010 w ryskim klubie muzycznym "Nabaklab". Zebranie założycielskie, w którym uczestniczyło ponad 200 osób, prowadził Roberts Gobziņš, który w 1993 startował w wyborach do Sejmu z ramienia Szczęścia Łotwy (łot. Latvijas laime), zaś na przewodniczącego Ostatniej Partii wybrany został Gints Knoks. W skład władz ugrupowania weszły Natālija Baškirova i Zanda Slava. Na zebraniu założycielskim uchwalono statut i program. W klubie zjawili się liderzy Stowarzyszenia na rzecz Innej Polityki Aigars Štokenbergs, Artis Pabriks i Gatis Kokins, którzy przynieśli ze sobą czerwone goździki i białe mieczyki. Pojawił się również Pēteris Viņķelis ze Związku Obywatelskiego, który jednak zadeklarował, że przybył wyłączenie celem konsumpcji piwa.

## Program
Partia jest ostatnim ugrupowaniem (57) zarejestrowanym przez Urząd Rejestracji Przedsiębiorstw Republiki Łotewskiej. Podkreśla, że ważniejsze niż uzyskanie poselskich mandatów jest dla niej sprowokowanie publicznej debaty na temat przyszłości kraju. Opowiada się za wzmocnieniem dialogu między władzą a społeczeństwem, wprowadzeniem elementów demokracji bezpośredniej, w tym referendów, elektronicznego głosowania, likwidacją reklamy przedwyborczej, wprowadzeniem kar za nieuczestniczenie w głosowaniach oraz możliwością głosowania w zastępstwie za niepełnoletnich. Zapowiada odbieranie mandatu posłom, którzy prowadzą samochód w stanie nietrzeźwości oraz pod wpływem narkotyków.
Partia występuje na rzecz równouprawnienia Rosjan i Łotyszy, kobiet i mężczyzn, młodzieży i emerytów, heteroseksualistów i homoseksualistów, wierzących i niewierzących, mieszkańców Rygi oraz prowincji. Opowiada się za prowadzeniem polityki prorodzinnej przez państwo, w tym korzystnym dla rodzin systemem podatkowym. System podatkowy ma również sprzyjać solidarności społecznej. Jest zwolenniczką społecznej dyskusji na temat eutanazji oraz zastępczym macierzyństwie.
Opowiada się za "prawem do szczęścia" i "prawem do zdrowia". Zapowiada podwyższenie indeksu szczęścia na Łotwie z 36,7 do 60. Na tenże indeks w rozumieniu partyjnym składa się: zadowolenie z życia, długość życia oraz czynniki ekologiczne. Za priorytet w konstruowaniu budżetu uznaje bezpłatną i dobrą oświatę, działania na rzecz rozwoju nauki i przemysłu, zdrowie dzieci oraz zapewnienie godziwej starości emerytom.
Partia posługuje się na swych stronach językiem łotewskim i rosyjskim, niektóre artykuły publikowane są również w dialekcie łatgalskim. Jako jedyne ugrupowanie używa na swych stronach elementów języka liwskiego. Mottem ugrupowania pozostaje fraza "Nie wiem. Nie jestem zdecydowany", która odwołuje się do powszechnej w łotewskim społeczeństwie apatii, niezdecydowania i zobojętnienia wobec spraw publicznych. W gronie niezdecydowanych partia upatruje szans na powiększenie elektoratu.

## Udział w wyborach 2010
W wyborach z 2 października 2010 partia wystawiła 38 kandydatów. Zapowiedziała, że jeśli przekroczy 2%-owy próg uprawniający do uzyskania dotacji państwowych, przekaże pieniądze na rzecz Fundacji Szpitala Dziecięcego. Poparcie dla ugrupowania wahało się w granicach 1-2%. Według socjologa i dyrektora firmy SKDS Arnisa Kaktiņša partia miała duże szanse na przekroczenia progu wyborczego, w związku z powszechnym brakiem zaufania do klasy politycznej. Ostatecznie w wyborach do Sejmu X kadencji w 2010 uzyskała 0,88% głosów i nie przekroczyła bariery uprawniającej do udziału w podziale mandatów.
Kandydatem na premiera pozostawał Niedźwiedź Szczęścia (łot. Laimes Lācis, ur. 1923) będący bohaterem sztuki Andrejsa Upītsa, znany z kreskówek z okresu radzieckiego. Była to kpina z praktyki wystawiania kandydatów na premiera przez ugrupowania, które nie mają najmniejszych szans na uzyskanie szerszego poparcia w wyborach.